# 電子鋼琴

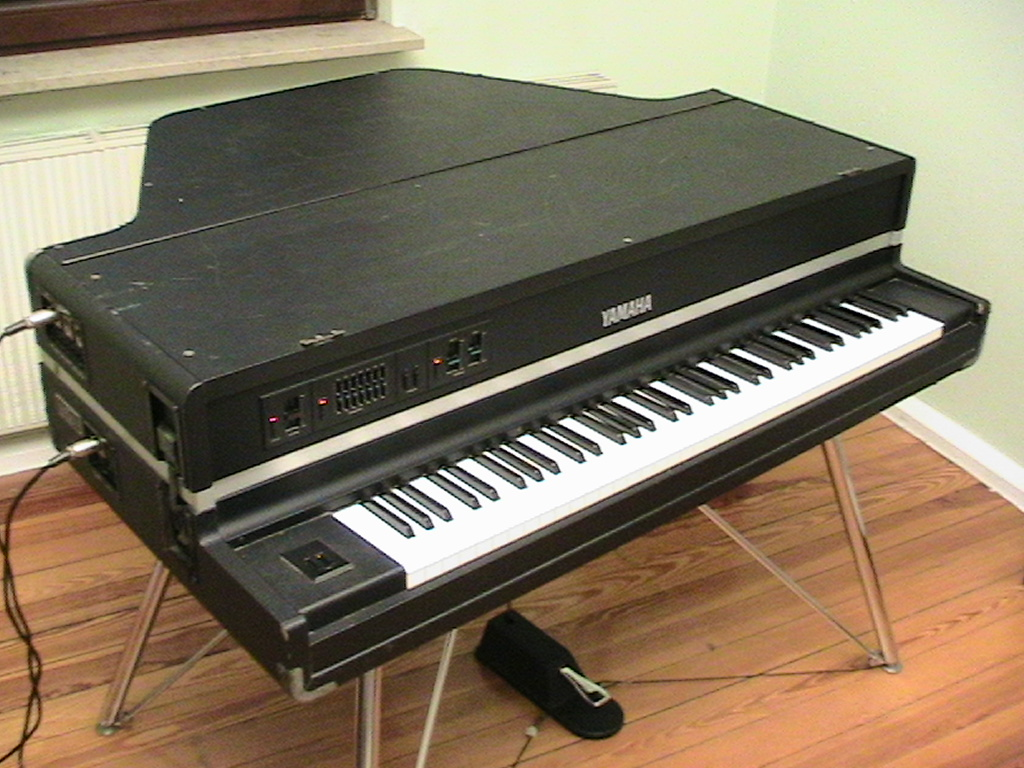
Yamaha CP-70M 电子钢琴

电子钢琴（英語：electronic piano）是一种设计用来模拟钢琴（有时候是大鍵琴或者風琴）音色的鍵盤樂器，使用模拟电路进行工作。
“电子钢琴”在1950年代至1980年代期间曾经是沃立舍琴行的電鋼琴商标，但他们生产的电钢琴并不是现代意义上的电子钢琴。电子钢琴的工作原理类似于模拟合成器，利用电子振荡器来发声音；但电钢琴本身则是机械化的，其发出的声音经由拾音器采集，并进一步通过琴身搭载的喇叭进行扩音。